# Jan van Reede
Jan Hermannus van Reede (Zwolle, 12 januari 1878 - Epe, 15 november 1956) was een Nederlands ruiter en militair.
Van Reede werd op 28 juli 1898 benoemd tot tweede luitenant bij de artillerie. Op 26 juli 1926 werd hij als luitenant-kolonel directeur van de Nederlandse Rijschool.
Hij nam met Hans deel aan de Olympische Zomerspelen in 1924 en 1928. In 1924 werd Van Reede veertiende op het individuele dressuurnummer. In 1928 werd hij individueel achtste en won hij met het dressuurteam, dat verder bestond uit Pierre Versteegh en Gerard le Heux, een bronzen medaille.
Hij huwde in 1906 in Amersfoort met jonkvrouw Sophia Magdalena Clara van der Goes. Het paar kreeg één zoon en ging in 1936 uit elkaar.